# Seis días de Whyalla
Los Seis días de Whyalla era una carrera de ciclismo en pista, de la modalidad de seis días, que se corría a Whyalla (Australia). Su primera edición data de 1966 y se disputó hasta el 1968.

## Palmarés
| Año  | Ganadores                    | Segundos                   | Terceros                       |
| ---- | ---------------------------- | -------------------------- | ------------------------------ |
| 1966 | Robert Ryan Sidney Patterson | Jack Ciavola Barry Waddell | Giuseppe Beghetto Ian Stringer |
| 1967 | Jack Ciavola Barry Waddell   | Bob Panter Charly Walsh    | Bruce Clarke Brian Reeves      |
| 1968 | Keith Oliver Charly Walsh    | Vic Browne Hilton Clarke   | Jack Ciavola Ian Stringer      |